# CS Universitatea Cluj (volley-ball féminin)
Pour le club omnisport, voir CS Universitatea Cluj-Napoca.
Maillots
Le Clubul Sportiv Universitatea Cluj est un club roumain de volley-ball  fondé en 1919 et basé à Cluj-Napoca qui évolue pour la saison 2019-2020 en Divizia A1.

## Effectifs

### Saison 2019-2020
| No                                               | Nom                                              | Date de naissance                                | Taille                         | Poids                          | Poste                          |
| ------------------------------------------------ | ------------------------------------------------ | ------------------------------------------------ | ------------------------------ | ------------------------------ | ------------------------------ |
| 2                                                | Simina Străchinescu                              | 1er janvier 1999                                 | 180                            |                                | Attaquante                     |
| 3                                                | Alina-Livia Gagea                                | 10 mars 1993                                     | 179                            |                                | Attaquante                     |
| 4                                                | Sabina Miclea-Grigoruță                          | 4 décembre 1990                                  | 184                            | 73                             | Passeuse                       |
| 5                                                | Paula Tarța                                      | 23 décembre 1997                                 | 173                            |                                | Libero                         |
| 6                                                | Angela-Ioana Vodă                                | 16 novembre 1995                                 | 180                            |                                | Centrale                       |
| 7                                                | Angelica-Maria Podină                            | 14 août 1991                                     | 165                            |                                | Libero                         |
| 8                                                | Raluca-Vasilica Bucur                            | 20 août 1985                                     | 176                            |                                | Réceptionneuse-attaquante      |
| 9                                                | Melinda Șipoș                                    | 6 juin 1989                                      | 190                            | 77                             | Centrale                       |
| 11                                               | Alexandra-Tatiana Bara                           | 11 janvier 1994                                  | 176                            |                                | Réceptionneuse-attaquante      |
| 13                                               | Andreea-Cristina Tămaș                           | 26 novembre 1998                                 | 182                            | 64                             | Passeuse                       |
| 14                                               | Gabriela-Bianca Dancu                            | 22 février 1989                                  | 180                            |                                | Centrale                       |
| 17                                               | Adina Stanciu                                    | 17 décembre 1986                                 | 179                            | 69                             | Attaquante                     |
|                                                  |                                                  |                                                  |                                |                                |                                |
| Encadrement technique                            | Encadrement technique                            |                                                  | Légende                        | Légende                        | Légende                        |
| Entraîneur : Luminița Trombițaș                  | Entraîneur : Luminița Trombițaș                  | Entraîneur : Luminița Trombițaș                  | : Capitaine                    | : Capitaine                    | : Capitaine                    |
| Entraîneur(s) adjoint(s) : Mihaela-Angela Voivod | Entraîneur(s) adjoint(s) : Mihaela-Angela Voivod | Entraîneur(s) adjoint(s) : Mihaela-Angela Voivod | : Joueuse blessée actuellement | : Joueuse blessée actuellement | : Joueuse blessée actuellement |